# Memorial al soldat soviètic de Rjev
El Memorial al soldat soviètic de Rjev (en rus: Ржевский мемориал Советскому солдату) és un parc memorial de Rússia, situat al districte de Rjevski de l'óblast de Tver. El parc està dedicat a les Batalles de Rjev.

## Resum

### Història
La idea de construir el memorial va venir de veterans de la Segona Guerra Mundial que, col·lectivament, van escriure el 2017 al Comitè d'Estat de la Unió de Rússia i Belarús i a cadets de l'Exèrcit rus de la Societat Històrica Militar Russa demanant-los la creació d'un monument en honor al jubileu de diamant de la victòria. L'escultor Andrei Korobtsov i l'arquitecte Konstantín Fomin es van fer càrrec del projecte, ambdós havent estat triats en una competició internacional relacionada amb l'assumpte. L'erecció del monument va començar el gener 2020 i es va completar a l'inici de maig. Malgrat haver estat completat a temps per a la celebració de l'aniversari del 9 de maig, es va decidir, en vistes a la pandèmia de COVID-19, que la data inaugural fos ajornada per a un mes més tard. Així doncs, el 30 de juny es va inaugurar en un acte al qual van assistir el president rus Vladímir Putin, el president belarús Aleksandr Lukaixenko i veterans de l'Exèrcit Roig de la Segona Guerra Mundial.

### Monument

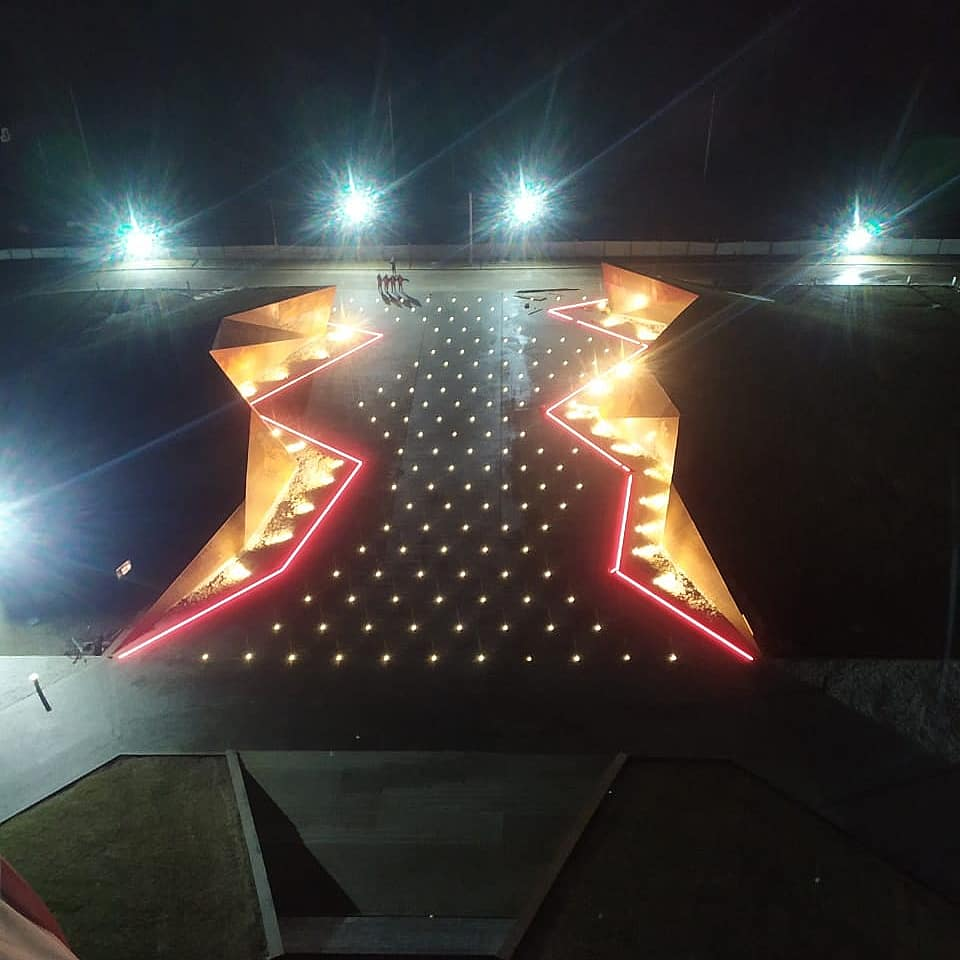
El memorial de nit

El monument presenta una estàtua de bronze de 25 metres d'un soldat de l'Exèrcit Roig, que està damunt d'un tossal de 10 metres. A ambdós cantons del camí que porta fins al tossal hi ha murs trencats amb imatges de soldats, així com els noms dels qui van morir en combat durant la batalla. El govern regional va destinar al monument al voltant de 34 milions de rubles, juntament als 650 milions de rubles de la Unió de Rússia i Belarús, del Govern de Rússia i de donacions privades. La construcció del monument també va ser finançat i recolzat per empreses com Lukoil.